# Mécanographe
Le mécanographe une personne qui étudie, utilise, conçoit, gère et assure la maintenance d'un système mécanographique. Il s'agit d'un ancien métier qui représentait différents corps de professions où les employés travaillaient la plupart du temps dans un atelier de mécanographie. Il a progressivement été remplacé par celui d'informaticien.